# Miriana Conte
Miriana Conte, née le 17 décembre 2000 à Ħal Qormi (Malte) est une chanteuse maltaise. 
Elle représente Malte au Concours Eurovision de la chanson 2025 avec la chanson Serving.

## Carrière
Le 21 décembre 2016, Conte est annoncée comme l'une des seize candidats sélectionnés pour concourir au Concours Eurovision de la Chanson de Malte 2017 avec la chanson Don't Look Down. Là, le 18 février 2017, elle termine à la 16e et dernière place avec 156 points,. L'année suivante, elle reparticipe à la finale du Concours Eurovision de la Chanson de Malte 2018 le 11 octobre 2017 où elle termine à la 12e place avec 14 points. En 2018, Conte participe à la première édition de la version maltaise de l'émission de talents X Factor Malta, dans laquelle elle cofonde le groupe 4th Line, et atteint la phase finale. En 2019, elle quitte le groupe. En 2019, elle participe également, en soliste, à la deuxième édition de X Factor Malta, mais n'atteint pas la finale. Avec un groupe d'artistes maltais, elle participe à l'enregistrement d'une chanson intitulée Roll the Dice, qui devient l'hymne de la Maltese Pride Week en 2019.
Conte participe de nouveau au Concours Eurovision de la Chanson de Malte 2022 avec la chanson Look What You've Done Now, se classant 6e de la finale. Le 18 octobre 2023, elle est annoncée parmi les participants du Concours Eurovision de la Chanson de Malte 2024 avec la chanson Venom, puis est tirée au sort pour se produire lors du quatrième et dernier spectacle de la demi-finale le 17 novembre. À la fin du tour, fin novembre, il est annoncé qu'elle fait partie des qualifiées pour la finale du 3 février 2024. Là, elle termine 9e au classement général avec 25 points.
Le 12 décembre 2024, Conte est listé parmi les 24 demi-finalistes sélectionnés pour le Concours Eurovision de la Chanson de Malte 2025 avec la chanson Kant. Qualifiée lors de la deuxième demi-finale, elle remporte le télévote lors de la finale et arrive première au classement général avec 182 points, étant sélectionnée pour représenter Malte au Concours Eurovision de la chanson 2025,. Après la victoire de Conte à la sélection nationale maltaise, la chanson a été renommée Serving, et le mot "Kant" a été retiré des paroles, à la demande de l'UER. 
Lors de l'Eurovision 2025, elle participe à la seconde demi-finale du 15 mai, à l'issue de laquelle elle parvient à se qualifier pour la finale du 17 mai. Elle y décroche la 17ème place sur 26 participants, obtenant 91 points.  

## Vie personnelle
Conte est à moitié italienne ; son père vient de Naples. On lui a diagnostiqué un trouble déficitaire de l'attention avec hyperactivité en 2023.